# Перший Май
Перший Май (рос. Первый Май, башк. Беренсе Май) — присілок у складі Учалинського району Башкортостану, Росія. Входить до складу Сафаровської сільської ради.
Населення — 184 особи (2010; 228 в 2002).
Національний склад:
- росіяни — 81%